# بزن قدش (فیلم ۲۰۰۸)
بزن قدش (به هندی: De Taali) فیلمی محصول سال ۲۰۰۸ و به کارگردانی ایشوار نیواس است. در این فیلم بازیگرانی همچون ریتیش دشموک، آیشا تاکیا، آفتاب شیودسانی، ریمی سن، انوپم کهیر، موکول دو، پاوان مالهوترا و سراب شوکلا ایفای نقش کرده‌اند.